# Васил Манолов (Старичани)
 Тази статия е за деецът на Охрана.  За дееца на ВМОРО вижте Васил Манолов.  
Васил Николов Манолов (на гръцки: Βασήλ  Μανόλωφ) е български революционер, войвода на Македонобългарският комитет в Костурско.

## Биография
Васил Манолов е роден в костурското село Старичани, Османска империя. На 12 април 1941 година заедно със съселяните си Петър Баджев и Сиде Узунов посрещат настъпващите германски военни части с издигнати български и германски знамена в Старичани. Заради това действие са осъдени от гръцкия съд на 8 месеца затвор.
През 1943 година се присъединява към Македонобългарския комитет в Костурско и става войвода на селската чета, съставена от 33 души. Негов подвойвода е Васил Живков. Васил Манолов загива на 2 май 1943 година при нападението на селото от страна на чета на ЕЛАС.